# Medetera parvilamellata
Medetera parvilamellata är en tvåvingeart som först beskrevs av Octave Parent 1938.  Medetera parvilamellata ingår i släktet Medetera och familjen styltflugor.
Artens utbredningsområde är Kongo. Inga underarter finns listade i Catalogue of Life.